# Hogsthorpe
Hogsthorpe es una localidad situada en el condado de Lincolnshire, en Inglaterra (Reino Unido), con una población estimada a mediados de 2016 de 937 habitantes.
Se encuentra ubicada al noreste de la región Midlands del Este, cerca de la frontera con la región de Yorkshire y Humber, de la ciudad de Lincoln, del estuario del río Humber y de la costa del mar del Norte.

## Habitantes
| Población de la parroquia civil de Hogsthorpe. | Población de la parroquia civil de Hogsthorpe. | Población de la parroquia civil de Hogsthorpe. | Población de la parroquia civil de Hogsthorpe. | Población de la parroquia civil de Hogsthorpe. | Población de la parroquia civil de Hogsthorpe. | Población de la parroquia civil de Hogsthorpe. | Población de la parroquia civil de Hogsthorpe. | Población de la parroquia civil de Hogsthorpe. | Población de la parroquia civil de Hogsthorpe. | Población de la parroquia civil de Hogsthorpe. | Población de la parroquia civil de Hogsthorpe. | Población de la parroquia civil de Hogsthorpe. | Población de la parroquia civil de Hogsthorpe. | Población de la parroquia civil de Hogsthorpe. | Población de la parroquia civil de Hogsthorpe. |      |
| Año                                            | 1801                                           | 1811                                           | 1821                                           | 1831                                           | 1841                                           | 1851                                           | 1881                                           | 1891                                           | 1901                                           | 1911                                           | 1921                                           | 1931                                           | 1951                                           | 1961                                           | 2001                                           | 2011 |
| ---------------------------------------------- | ---------------------------------------------- | ---------------------------------------------- | ---------------------------------------------- | ---------------------------------------------- | ---------------------------------------------- | ---------------------------------------------- | ---------------------------------------------- | ---------------------------------------------- | ---------------------------------------------- | ---------------------------------------------- | ---------------------------------------------- | ---------------------------------------------- | ---------------------------------------------- | ---------------------------------------------- | ---------------------------------------------- | ---- |
| Habitantes                                     | 451                                            | 515                                            | 591                                            | 698                                            | 790                                            | 832                                            | 719                                            | 684                                            | 610                                            | 590                                            | 511                                            | 531                                            | 599                                            | 494                                            | 873                                            | 908  |